# Blepharipa carbonata
Blepharipa carbonata är en tvåvingeart som först beskrevs av Louis-Paul Mesnil 1970.  Blepharipa carbonata ingår i släktet Blepharipa och familjen parasitflugor. Inga underarter finns listade i Catalogue of Life.